# 1309

## Události

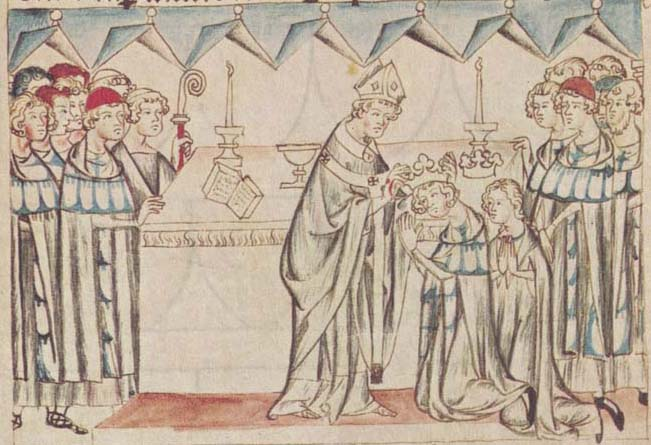
Císařská korunovace Jindřicha VII. Lucemburského

- první písemná zmínka o obci Přemyslovice poblíž Prostějova
- únor – Jindřich z Lipé a Jan z Vartemberka uvězněni na hradě Litice bohatými kutnohorskými a pražskými měšťany
- 6. dubna – Florenťany tvrdě potlačena vzpoura v poddaném městě Prato
- 4. srpen – zbraslavský opat Konrád v doprovodu Petra Žitavského vyjíždí za Jindřichem VII. do Heilbronnu domlouvat sňatek pro Elišku Přemyslovnu
- 27. listopad – jako římský císař zvolen Jindřich VII.
- přesídlení papeže do Avignonu

### Probíhající události
- 1307–1310 – Válka dvou královen

## Narození
- 9. června – Ruprecht I. Falcký, falckrabě († 1390)
- ? – Leon V. Arménský, arménský král († 1341)
- ? – Guigues VIII. z Viennois, francouzský šlechtic († 28. července 1333)

## Úmrtí
- 4. ledna – Anděla z Foligna, italská mystička (* 1248)
- 6. května – Karel II. Neapolský, neapolský král (* asi 1254)
- 19. září – Guzmán Dobrý (Guzmán el Bueno, Alonso Pérez de Guzmán), španělský šlechtic a vojevůdce (* 24. ledna 1256)
- 27. listopadu – Ota IV. Braniborský, markrabě braniborský (* asi 1238)

## Hlava státu
Jižní Evropa
- Iberský poloostrov
  - Portugalsko – Dinis I. Hospodář
  - Kastilie a León – Ferdinand IV. Pozvaný
  - Aragonské království – Jakub II. Spravedlivý
- Itálie
  - Papežský stát – Klement V.
  - La serenissima – Pietro Gradenigo

Západní Evropa
- Francouzské království – Filip IV. Sličný
- Anglické království – Eduard II.
- Skotské království – Robert Bruce

Severní Evropa
- Norské království – Haakon V. Magnusson
- Švédské království – Birger Magnusson
- Dánské království – Erik VI. Menved

Střední Evropa
- Svatá říše římská – Jindřich VII. Lucemburský
  - České království – Jindřich Korutanský
  - Hrabství henegavské – Vilém I. Henegavský
- Polské knížectví – Vladislav I. Lokýtek
- Uherské království – Karel I. Robert

Východní Evropa
- Litevské velkoknížectví – Vytenis
- Moskevská Rus – Jurij III. Daniilovič
- Bulharské carství – Teodor Svetoslav
- Byzantská říše – Andronikos II. Palaiologos

Blízký východ a severní Afrika
- Osmanská říše – Osman I.
- Kyperské království – Amalrich z Tyru (regent a guvernér)
- Mamlúcký sultanát – Al-Málik An-Násir Muhammad ibn Kalaún – Bajbars II. – Al-Málik An-Násir Muhammad ibn Kalaún

Afrika
- Habešské císařství – Ouédem-Arad